# Alexander Volkanovski
Alexander Volkanovski (biệt danh: The Great; sinh ngày 29 tháng 9 năm 1988) là một võ sĩ mixed martial arts chuyên nghiệp người Úc. Anh hiện đang thi đấu ở hạng lông (featherweight) tại Ultimate Fighting Championship (UFC), và là đương kim vô địch UFC Featherweight. Volkanovski cũng là cựu vô địch hạng lông của Australian Fighting Championship (AFC). Trước khi ra mắt tại UFC, anh đã thi đấu với tư cách là một võ sĩ chuyên nghiệp vào năm 2015. Tính đến ngày 25 tháng 10 năm 2021, anh xếp thứ 2 trong bảng xếp hạng đa hạng cân pound-for-pound của UFC.

## Xuất thân
Volkanovski sinh ngày 29 tháng 9 năm 1988, tại Shellharbour, New South Wales, Úc. Bố của anh sinh ra tại làng Beranci ở SR Macedonia (nay là Bắc Macedonia), mẹ anh đến từ Hy Lạp. Alex bắt đầu tập đấu vật Hy Lạp – La Mã khi còn nhỏ và giành được danh hiệu quốc gia ở tuổi 12, bộ môn đầu tiên của anh. Anh quyết định dừng đấu vật ở tuổi 14 và chuyển sang chơi bóng bầu dục, tức bộ môn thứ hai, dự các giải bóng bầu dục thiếu niên Úc với tư cách là một tiền đạo. Volkanovski theo học Trường Trung học Lake Illawarra trong suốt những năm niên thiếu của mình, và làm thợ đổ bê tông sau khi tốt nghiệp. Volkanovski đã chơi giải bóng bầu dục bán chuyên nghiệp cho Warilla Gorillas ở South Coast Rugby League, nơi anh được trao tặng Huy chương Mick Cronin vào năm 2010 với tư cách là cầu thủ xuất sắc nhất giải đấu. Anh cũng đóng một vai trò quan trọng trong mùa giải vô địch Premiership 2011 của Warilla và nhận được giải thưởng cầu thủ xuất sắc nhất cho đóng góp của mình trong chiến thắng chung kết giải của đội trước Gerringong.
| “                                | Không có lời bào chữa nào trong chiến đấu cả. Bạn có thể chơi một môn thể thao đồng đội và có một trận đấu hay, và bạn có thể thua. Trong chiến đấu, tất cả là ở bản thân. Nếu tôi đấu và thua, thì đó là lỗi của tôi. Tôi thích điều đó. Vì vậy, tôi biết nếu tôi chiến đấu tốt, tôi sẽ giành chiến thắng. Tôi chắc chắn thích sự thật rằng tất cả là ở chính mình và ta làm những gì ta phải làm để giành chiến thắng. Mỗi trận đấu giống như một trận chung kết lớn trong giải bóng bầu dục. | ” |
| —Volkanovski, tự sự về võ thuật. | |   |

Volkanovski sau đó quyết định giã từ giải bóng bầu dục ở tuổi 23 để theo đuổi sự nghiệp chuyên nghiệp ở mixed martial arts, bộ môn thứ ba và là chủ đạo của anh, vào nửa cuối năm 2011. Anh tuyên bố rằng đã từng xem các sự kiện Ultimate Fighting Championship từ khi còn nhỏ và thường thuê băng VHS UFC từ Blockbuster cũng như mua UFC PPV từ lúc 14 tuổi. Huấn luyện viên của Volkanovski là Joe Lopez cho biết, anh bắt đầu tập luyện MMA ở tuổi 22, và đấu vật Hy Lạp – La Mã để giữ sức khỏe trong mùa giải bóng bầu dục, thời anh từng nặng tới 97 kg (214 lb). Tuy nhiên, anh sớm nhận ra mình có niềm đam mê với MMA và muốn đi xa nhất có thể. Volkanovski nhanh chóng trở thành một võ sĩ tấn công phản đòn giỏi với sở trường đòn vượt tầm (overhand) lợi hại cũng như bản năng một đô vật từ nhỏ. Ban đầu anh thi đấu trong nhiều trận đấu nghiệp dư ở hạng trung khi điều chỉnh hạng cân 97 kg thời bóng bầu dục chuyển dần xuống 80 kg hạng trung, 75 kg hạng bán trung, 70 kg hạng nhẹ và cuối cùng là 66 kg hạng lông.
Volkanovski có nơi tập luyện và đội ngũ tại Phòng tập MMA ở Wollongong, nhưng cũng thường xuyên tham gia tập luyện, hoàn thành các trại huấn luyện nổi tiếng tại Tiger Muay Thái ở Phuket, và City Kickboxing ở Auckland cùng với các võ sĩ UFC Israel Adesanya, Dan Hooker và Kai Kara-France.

## Sự nghiệp

### Nghiệp dư
Volkanovski khởi đầu MMA nghiệp dư ở hạng trung có thành tích 4–0 trước khi chuyển sang chuyên nghiệp, đã tham gia thi đấu tại nhiều tổ chức MMA khác nhau ở khu vực Châu Đại Dương, Châu Á từ năm 2012 đến tháng 7 năm 2016 trước khi ký hợp đồng với UFC. Anh đã giành được một danh hiệu Pacific Xtreme Combat (PXC) và hai danh hiệu hạng lông của Australian Fighting Championship. Volkanovski đã đạt thành tích 13–1 với 10 trận thắng liên tiếp trước khi gia nhập UFC.

### Ultimate Fighting Championship

#### Thời kỳ đầu
Volkanovski ra mắt quảng bá UFC vào ngày 26 tháng 11 năm 2016, đấu với Yusuke Kasuya tại UFC Fight Night 101, giành chiến thắng hạ gục kỹ thuật (TKO). Anh tuyên bố trong cuộc họp báo sau trận đấu rằng anh sẽ giảm cân từ hạng nhẹ xuống hạng lông cho trận đấu tiếp theo của mình. Volkanovski dự kiến sẽ đối đầu với Michel Quiones vào ngày 19 tháng 2 năm 2017 tại UFC Fight Night 105. Tuy nhiên, trận đấu đã bị huy sau khi Quinones bị chấn thương và không tìm được người thay thế. Volkanovski trở lại hạng lông và đối đầu với Mizuto Hirota vào ngày 11 tháng 6 năm 2017 tại UFC Fight Night 110. Anh đã thắng bằng quyết định đồng thuận (UD).
Volkanovski được lên lịch đối đầu với Jeremy Kennedy tại UFC Fight Night: Werdum v. Tybura vào ngày 19 tháng 11 năm 2017 tại Sydney, Úc. Tuy nhiên, Kennedy đã rút khỏi trận vào ngày 5 tháng 10 với lý do chấn thương lưng, và được thay thế bởi Humberto Bandenay. Vào tháng 11 năm 2017, có thông báo rằng Bandenay sẽ trì hoãn việc ra mắt UFC của mình tại sự kiện này mà không tiết lộ lý do, và đối thủ của Volkanovski tiếp tục được thay thế bằng Shane Young. Trận đấu diễn ra ở hạng cân 150 lbs (68 kg), và Volkanovski đã giành chiến thắng UD. Trận đấu với Kennedy đã được lên lịch lại và diễn ra vào ngày 11 tháng 2 năm 2018 tại UFC 221. Anh đã thắng TKO. Volkanovski đối mặt với Darren Elkins vào ngày 14 tháng 7 năm 2018 tại UFC Fight Night 133, tiếp tục thắng trận UD. Volkanovski đối đầu với Chad Mendes vào ngày 29 tháng 12 năm 2018 tại UFC 232, anh đã giành chiến thắng TKO ngay hiệp 2, và được trao giải Fight of the Night. Ngày 11 tháng 5 năm 2019, Volkanovski đối với cựu vô địch hạng lông José Aldo tại UFC 237, và giành chiến thắng UD.

#### UFC Featherweight Championship
Ngày 14 tháng 12 năm 2019, Volkanovski đối đầu với Max Holloway để tranh đai vô địch hạng lông UFC tại UFC 245. Anh đã giành chiến thắng UD sau năm hiệp đấu. Sau đó, Volkanovski bảo vệ đai vô địch này trong trận tái đấu với Max Holloway vào ngày 11 tháng 7 năm 2020 tại UFC 251. Trong trận tai đấu, anh đã thắng trận đấu thông qua quyết định không thống nhất (SD) của trọng tài. Kết quả này đã gây tranh cãi giữa các phương tiện truyền thông, với 18 trong số 27 điểm truyền thông dành cho Holloway, bao gồm cả các chuyên gia MMA như Chủ tịch UFC Dana White, cựu trọng tài và người dựng luật hệ thống John McCarthy, và nhiều võ sĩ khác.
Volkanovski được lên lịch đấu bảo vệ danh hiệu lần hai trước Brian Ortega vào ngày 27 tháng 3 năm 2021, tại UFC 260. Tuy nhiên, trận đấu đã bị hủy bỏ do ảnh hưởng của đại dịch COVID-19. Volkanovski sau đó đã đăng Twitter rằng anh đã xét nghiệm dương tính với COVID-19. Vào ngày 2 tháng 4 năm 2021, đã có thông báo rằng Brian Ortega và Volkanovski sẽ là huấn luyện viên cho The Ultimate Fighter 29 tại ESPN + và chương trình sẽ có võ sĩ trẻ ở hạng gà và hạng trung. Sau đó, Volkanovski đối đầu với Brian Ortega vào ngày 25 tháng 9 năm 2021 tại UFC 266 để bảo vệ đai UFC Featherweight Championship. Ở trận này, anh đã thắng UD, và lần thứ hai nhận giải Fight of the Night.

## Đời tư
Volkanovski đã kết hôn với Emma từ năm 2015 và anh có hai cô con gái, Ariana và Airlie. Vợ anh, tức Emma Volkanovski cao 175 cm, hai người gặp nhau từ năm 2012 lúc anh vừa chuyển từ bóng bầu dục sang MMA. Anh xuất hiện với tư cách là huấn luyện viên trong Malaysia Invasion, một chương trình truyền hình thực tế MMA nghiệp dư. Trong gia đình, vì có bố là người gốc Macedonia và mẹ là người gốc Hy Lạp, ông sử dụng biệt danh "The Great" để chỉ Alexandros Đại đế, tuyên bố rằng ông có "bố là người Macedonian và mẹ là người Hy Lạp".

## Thống kê
| Thống kê thành tích chuyên nghiệp |          |        |
| 24 trận                           | 23 thắng | 1 thua |
| Bằng knockout                     | 11       | 1      |
| Bằng submission                   | 3        | 0      |
| Bằng quyết định trọng tài         | 9        | 0      |

| KQ    | Chỉ số | Đối thủ               | Dạng      | Sự kiện                                       | Ngày                 | Hiệp | Giờ  | Địa điểm              | Ghi chú                                           |
| ----- | ------ | --------------------- | --------- | --------------------------------------------- | -------------------- | ---- | ---- | --------------------- | ------------------------------------------------- |
| Thắng | 23–1   | Brian Ortega          | UD        | UFC 266                                       | 25 tháng 9 năm 2021  | 5    | 5:00 | Las Vegas, Nevada     | Giữ đai UFC Featherweight. Fight of the Night.    |
| Thắng | 22–1   | Max Holloway          | SD        | UFC 251                                       | 12 tháng 7 năm 2020  | 5    | 5:00 | Abu Dhabi             | Giữ đai UFC Featherweight.                        |
| Thắng | 21–1   | Max Holloway          | UD        | UFC 245                                       | 14 tháng 12 năm 2019 | 5    | 5:00 | Las Vegas, Nevada     | Giành đai UFC Featherweight.                      |
| Thắng | 20–1   | José Aldo             | UD        | UFC 237                                       | 11 tháng 5 năm 2019  | 3    | 5:00 | Rio de Janeiro        |                                                   |
| Thắng | 19–1   | Chad Mendes           | TKO (đấm) | UFC 232                                       | 29 tháng 12 năm 2018 | 2    | 4:14 | Inglewood, California | Fight of the Night.                               |
| Thắng | 18–1   | Darren Elkins         | UD        | UFC Fight Night: dos Santos v. Ivanov         | 14 tháng 7 năm 2018  | 3    | 5:00 | Boise, Idaho          |                                                   |
| Thắng | 17–1   | Jeremy Kennedy        | TKO       | UFC 221                                       | 11 tháng 2 năm 2018  | 2    | 4:57 | Perth                 |                                                   |
| Thắng | 16–1   | Shane Young           | UD        | UFC Fight Night: Werdum v. Tybura             | 19 tháng 11 năm 2017 | 3    | 5:00 | Sydney, Australia     | Chuyển cân (150 lb).                              |
| Thắng | 15–1   | Mizuto Hirota         | UD        | UFC Fight Night: Lewis v. Hunt                | 11 tháng 6 năm 2017  | 3    | 5:00 | Auckland              | Trở lại hạng lông.                                |
| Thắng | 14–1   | Yusuke Kasuya         | TKO (đấm) | UFC Fight Night: Whittaker v. Brunson         | 26 tháng 11 năm 2016 | 2    | 2:06 | Melbourne             |                                                   |
| Thắng | 13–1   | Jai Bradney           | TKO (đấm) | Wollongong Wars 4                             | 8 tháng 7 năm 2016   | 1    | N/A  | Wollongong            | Giành đai Wollongong Wars hạng nhẹ.               |
| Thắng | 12–1   | Jamie Mullarkey       | KO (đấm)  | Australian FC 15                              | 19 tháng 5 năm 2016  | 1    | 3:23 | Melbourne             | Giữ đai AFC hạng lông.                            |
| Thắng | 11–1   | Yusuke Yachi          | Khóa      | Pacific Xtreme Combat 50                      | 4 tháng 12 năm 2015  | 4    | 3:43 | Mangilao              | Giành đai PXC hạng lông.                          |
| Thắng | 10–1   | James Bishop          | TKO (đấm) | Australian FC 13                              | 14 tháng 6 năm 2015  | 1    | 1:39 | Melbourne             | Giành đai AFC hạng lông.                          |
| Thắng | 9–1    | David Butt            | TKO (đấm) | Wollongong Wars 2                             | 1 tháng 11 năm 2014  | 2    | 1:52 | Thirroul              |                                                   |
| Thắng | 8–1    | Kyle Reyes            | UD        | Pacific Xtreme Combat 45                      | 24 tháng 10 năm 2014 | 3    | 5:00 | Mangilao              | Hạng lông.                                        |
| Thắng | 7–1    | Jai Bradney           | Khóa      | Roshambo MMA 3                                | 26 tháng 7 năm 2014  | 1    | 4:58 | Chandler              | Giữ đai Roshambo MMA hạng nhẹ.                    |
| Thắng | 6–1    | Rodolfo Marques Diniz | KO (đấm)  | Australian FC 9                               | 17 tháng 5 năm 2014  | 1    | 3:41 | Albury                | Hạng lông.                                        |
| Thắng | 5–1    | Greg Atzori           | Khóa      | Roshambo MMA 2                                | 1 tháng 2 năm 2014   | 1    | N/A  | Brisbane              | Ra mắt hạng nhẹ. Giành đai Roshambo MMA hạng nhẹ. |
| Thắng | 4–1    | Luke Catubig          | TKO (đấm) | Australian FC 7                               | 14 tháng 12 năm 2013 | 3    | 4:39 | Melbourne             |                                                   |
| Thua  | 3–1    | Corey Nelson          | TKO       | Australian FC 5                               | 10 tháng 5 năm 2013  | 3    | 0:13 | Melbourne             | Tứ kết AFC hạng bán trung.                        |
| Thắng | 3–0    | Anton Zafir           | TKO (đấm) | Roshambo MMA 1                                | 17 tháng 4 năm 2013  | 4    | 2:19 | Brisbane              | Giành đai Roshambo MMA hạng bán trung.            |
| Thắng | 2–0    | Regan Wilson          | TKO       | Southern Fight Promotions: Cage Conquest 2    | 23 tháng 2 năm 2013  | 1    | 2:49 | Nowra                 | Giành đai Cage Conquest hạng bán trung.           |
| Thắng | 1–0    | Gerhard Voigt         | UD        | Revolution Promotions: Revolution at the Roxy | 19 tháng 5 năm 2012  | 3    | 5:00 | Sydney                | Ra mắt hạng bán trung.                            |